# Bijelo Polje
Bijelo Polje (serbokroatisch-kyrillisch Бијело Поље) ist eine Stadt im Norden Montenegros mit etwa 16.200 Einwohnern. Sie ist der Verwaltungssitz der Gemeinde Bijelo Polje mit etwa 57.000 Einwohnern auf einer Fläche von 924 km². Der Ort ist vor allem als Transitstadt bekannt. Die Hauptstraße von Belgrad zur Adria und die Bahnstrecke Belgrad–Bar führen durch Bijelo Polje.
Bijelo Polje heißt übersetzt „Weißes Feld“ und hat seinen Namen nach den weißen Blumen, die dort überall zu finden sind.

## Geographie
Bijelo Polje liegt am linken Ufer des Lim, etwa 10 km südlich der serbischen Grenze. Nordwestlich der Stadt erstreckt sich das etwa 1500 m hohe Lisagebirge, südlich liegt die Bjelasica mit über 2100 m hohen Gipfeln und dem Nationalpark Biogradska Gora.

## Bevölkerung
Zur Volkszählung von 2011 hatte die Gemeinde Bijelo Polje 46.051 Einwohner, von denen sich 16.562 (35,96 %) als Serben, 12.592 (27,34 %) als Bosniaken, 8.808 (19,13 %) als Montenegriner, 5.985 (13 %) als Muslime und 334 (0,73 %) als Roma bezeichneten. Daneben leben in der Stadt noch weitere kleinere Bevölkerungsgruppen.

## Sehenswürdigkeiten

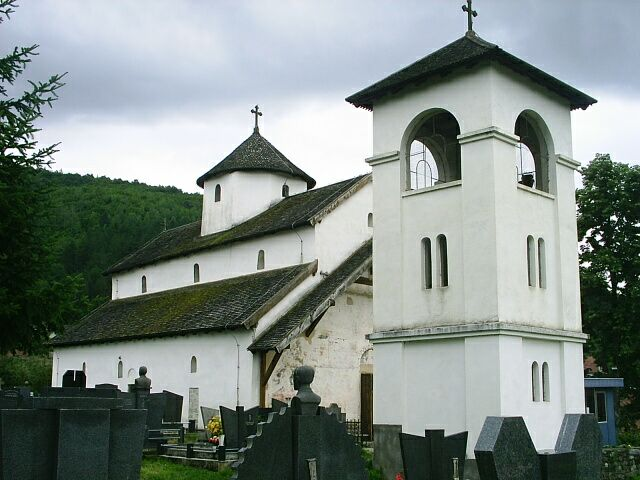
Bijelo Polje, Kirche St. Nikolaus in Nikoljac

Die Stadt und Umgebung verfügen als Sehenswürdigkeiten über mehrere serbisch-orthodoxe Kirchen und Klöster sowie einige Moscheen.

## Söhne und Töchter der Stadt
- Avdo Međedović (1875–1953), Guslar
- Ćamil Sijarić (1913–1989), Romanautor, Verfasser von Kurzgeschichten und Reporter
- Redžep Kijametović (1938–2019), Schriftsteller, Lehrer, Bildungsinspektor
- Hajrudin Lule Mekic (* 1952), Schriftsteller, Historiker, Songschreiber
- Duško Ivanović (* 1957), Basketballspieler und -trainer
- Anto Drobnjak (* 1968), Fußballspieler und -trainer
- Šako Polumenta (* 1968), Turbofolksänger
- Predrag Drobnjak (* 1975), Basketballspieler
- Dragan Bogavac (* 1980), Fußballspieler
- Radomir Đalović (* 1982), Fußballspieler
- Dado Polumenta (* 1982), Folk- und Popsänger und Songschreiber
- Ajsel Kujović (* 1986), Fußballspieler
- Nikola Peković (* 1986), Basketballspieler
- Suad Šehović (* 1987), Basketballspieler
- Emir Kujović (* 1988), Fußballspieler
- Željka Radanović (* 1989), Fußballspielerin
- Sead Šehović (* 1989), Basketballspieler
- Maida Markgraf (* 1991), Fußballspielerin
- Ilda Mujović (* 1993), Fußballspielerin
- Marko Rakonjac (* 2000), Fußballspieler